# Photis viuda
Photis viuda är en kräftdjursart som beskrevs av J. L. Barnard 1962. Photis viuda ingår i släktet Photis och familjen Isaeidae. Inga underarter finns listade i Catalogue of Life.